# Heinrich Franzois
Heinrich Franzois (* im 14. oder 15. Jahrhundert; † 26. November 1471) war Domherr in Münster.

## Leben
Heinrich Franzois entstammte dem märkischen Rittergeschlecht Franzois und war der Sohn des Heinrich Franzois. Seine Brüder Engelbert und Hermann waren Kanoniker. Heinrich findet am 14. November 1422 erstmals als Domherr urkundliche Erwähnung. Er war von 1439 bis 1458 als Domkellner für die wirtschaftlichen Belange im Domkapitel verantwortlich und im Besitz der Archidiakonate zu Lüdinghausen, Westkirchen und Selm. Vom 15. April 1451 an war er Propst zu St. Mauritz in Münster.
Heinrich spielte in der Münsterischen Stiftsfehde eine bedeutende Rolle, denn der Bischof Heinrich von Moers bestimmte ihn zusammen mit anderen Klerikern am 1. Juni 1450 zum Testamentsvollstrecker.